# God Hates Us All
God Hates Us All deveti je studijski album američkog thrash metal sastava Slayer. Album je objavljen 11. rujna 2001. godine, dobio je pozitivne kritike te je završio na 28. mjestu ljestvice Billboard 200. Sniman je tri mjeseca u Kanadi te je pjesma "Disciple" nominirana za Grammy nagradu. Zadnji je album na kojem bubnjeve svira Paul Bostaph, sve dok se nije vratio 2015. godine za album Repentless.
Gitarist Kerry King napisao je većinu tekstova, ovaj put se obazirajući na stvari drugačije nego na prijašnjim albumima, istraživajući teme kao što su religija, ubojstvo, osveta i samokontrola.

## Popis pjesama
| Br. | Skladba               | Tekstopisac         | Skladatelj     | Trajanje |
| --- | --------------------- | ------------------- | -------------- | -------- |
| 1.  | »Darkness of Christ«  | Kerry King          | Jeff Hanneman  | 1:30     |
| 2.  | »Disciple«            | King                | Hanneman       | 3:35     |
| 3.  | »God Send Death«      | Tom Araya, Hanneman | Hanneman       | 3:45     |
| 4.  | »New Faith«           | King                | King           | 3:05     |
| 5.  | »Cast Down«           | King                | King           | 3:26     |
| 6.  | »Threshold«           | King                | Hanneman       | 2:29     |
| 7.  | »Exile«               | King                | King           | 3:55     |
| 8.  | »Seven Faces«         | King                | King           | 3:41     |
| 9.  | »Bloodline«           | Araya, Hanneman     | Hanneman, King | 3:36     |
| 10. | »Deviance«            | Araya, Hanneman     | Hanneman       | 3:08     |
| 11. | »War Zone«            | King                | King           | 2:45     |
| 12. | »Here Comes the Pain« | King                | King           | 4:32     |
| 13. | »Payback«             | King                | King           | 3:03     |

Limirano izdanje
- Limitirano izdanje ne sadrži 12. pjesmu

| Br. | Skladba               | Tekstopisac         | Skladatelj     | Trajanje |
| --- | --------------------- | ------------------- | -------------- | -------- |
| 1.  | »Darkness of Christ«  | Kerry King          | Jeff Hanneman  | 1:30     |
| 2.  | »Disciple«            | King                | Hanneman       | 3:35     |
| 3.  | »God Send Death«      | Tom Araya, Hanneman | Hanneman       | 3:45     |
| 4.  | »New Faith«           | King                | King           | 3:05     |
| 5.  | »Cast Down«           | King                | King           | 3:26     |
| 6.  | »Threshold«           | King                | Hanneman       | 2:29     |
| 7.  | »Exile«               | King                | King           | 3:55     |
| 8.  | »Seven Faces«         | King                | King           | 3:41     |
| 9.  | »Bloodline«           | Araya, Hanneman     | Hanneman, King | 3:36     |
| 10. | »Deviance«            | Araya, Hanneman     | Hanneman       | 3:08     |
| 11. | »War Zone«            | King                | King           | 2:45     |
| 12. | »Scarstruck«          | King                | King           | 3:29     |
| 13. | »Here Comes the Pain« | King                | King           | 4:32     |
| 14. | »Payback«             | King                | King           | 3:03     |
| 15. | »Addict«              | King                | Hanneman       | 3:43     |

Bonus DVD materijali
- "Darkness of Christ" (Uvodni DVD video)
- "Bloodline" (Video)
- "Raining Blood" (uživo) (7. prosinca 2001. San Francisco, CA)
- "Intervju

## Zasluge
| Slayer - Tom Araya — vokali, bas-gitara - Jeff Hanneman — gitara - Kerry King — gitara - Paul Bostaph — bubnjevi | Ostalo osoblje - Matt Hyde — produkcija, inženjer zvuka - Dean Maher — inženjer zvuka - Sean Beavan — miksanje - Paul Forgues — pomoćni inženjer - Eddy Schreyer — mastering - Rick Rubin — produkcija - Louis Marino — ilustracije, fotografije, dizajn - Rick Patrick — umjetnički direktor |